# Góra Uszeście
Góra Uszeście – wzgórze morenowe na Wysoczyźnie Drohiczyńskiej z dwoma wyraźnymi kulminacjami: Dużego (204 m n.p.m.) i Małego (172 m n.p.m.) Usześcia, położone w woj. podlaskim, w powiecie siemiatyckim, na północnym obrzeżu wsi Mielnik. Stanowi przedłużenie ciągu moren czołowych stadiału Warty, zlodowacenia środkowo-polskiego, ciągnących się równoleżnikowo od Kornicy do Mielnika. Zbudowane jest z piasków i żwirów, przewarstwione gliną zwałową. Utwory te pokrywają, niezbyt grubą warstwą, płytko zalegające tu skały kredowe.
Sprzyjające warunki siedliskowe zadecydowały o występowaniu na Górze Uszeście zwartego, bogatego florystycznie, stanowiska muraw kserotermicznych. Roślinność sucho i ciepłolubna porasta szczytowe części Dużego i Małego Usześcia oraz znaczną część południowego, dobrze nasłonecznionego, stoku Małego Usześcia. Roślinami dominującymi w murawach są trawy, w tym: strzęplica nadobna (Koeleria gracilis), kłosowica pierzasta (Brachypodium pinnatum) i tymotka Boehmera (Phleum phleoides). Środkowe i dolne części zboczy zajmują zbiorowiska leśne w których dominuje sosna.
W celu ochrony i zachowania roślinności kserotermicznej w 1985 r. został założony  rezerwat przyrody "Góra Uszeście" o powierzchni 12,06 ha, obejmujący swym zasięgiem Duże i Małe Uszeście.